# Jeffrey Rijsdijk
Jeffrey Rijsdijk (Rotterdam, 12 september 1987) is een Nederlands voetballer die als middenvelder speelt.

## Carrière
Rijsdijk debuteerde op 10 mei 2009 namens Sparta Rotterdam in de competitiewedstrijd tegen N.E.C.. In de zomer van 2009 ging hij naar FC Groningen waarvoor hij op 16 augustus 2009 debuteerde tegen NAC Breda. Vanaf de zomer van 2011 tot de zomer 2013 kwam hij uit voor FC Dordrecht.
Op 11 juni 2013 werd bekendgemaakt dat Rijsdijk een transfer maakte naar Go Ahead Eagles. De middenvelder werd de opvolger van Quincy Promes, die na zijn verhuurperiode weer terugkeerde naar FC Twente. In juni 2016 maakte hij de overstap naar Almere City.
In juli 2018 vertrok Rijsdijk op transfervrije basis naar Kozakken Boys, op dat moment uitkomend in de Tweede divisie. In juli 2021 vertrok Rijsdijk voor een jaar naar VV Capelle, uitkomend in de Vierde divisie.
Sinds het seizoen 2023/24 speelt Rijsdijk voor XerxesDZB, uitkomend in de Eerste klasse. Voor die club kwamen zijn vader Joop Rijsdijk en oom Chris Rijsdijk eerder ook al uit.

### Carrièrestatistieken
| Seizoen         | Club            | Land            | Competitie      | Competitie | Competitie | Beker | Beker | Internationaal | Internationaal | Overig | Overig | Totaal | Totaal |
| Seizoen         | Club            | Land            | Competitie      | Wed.       | Dlp.       | Wed.  | Dlp.  | Wed.           | Dlp.           | Wed.   | Dlp.   | Wed.   | Dlp.   |
| --------------- | --------------- | --------------- | --------------- | ---------- | ---------- | ----- | ----- | -------------- | -------------- | ------ | ------ | ------ | ------ |
| 2008/09         | Sparta          | Nederland       | Eredivisie      | 1          | 0          | 0     | 0     | –              | –              | –      | –      | 1      | 0      |
| 2009/10         | FC Groningen    | Nederland       | Eredivisie      | 1          | 0          | 0     | 0     | –              | –              | –      | –      | 1      | 0      |
| 2010/11         | FC Groningen    | Nederland       | Eredivisie      | 0          | 0          | 0     | 0     | –              | –              | –      | –      | 0      | 0      |
| 2011/12         | FC Dordrecht    | Nederland       | Eerste divisie  | 34         | 8          | 2     | 1     | –              | –              | –      | –      | 36     | 9      |
| 2012/13         | FC Dordrecht    | Nederland       | Eerste divisie  | 32         | 10         | 3     | 0     | –              | –              | –      | –      | 35     | 10     |
| 2013/14         | Go Ahead Eagles | Nederland       | Eredivisie      | 27         | 1          | 1     | 0     | –              | –              | –      | –      | 28     | 1      |
| 2014/15         | Go Ahead Eagles | Nederland       | Eredivisie      | 25         | 3          | 2     | 0     | –              | –              | 1      | 0      | 28     | 3      |
| 2015/16         | Go Ahead Eagles | Nederland       | Eerste divisie  | 25         | 1          | 2     | 0     | 2              | 0              | 0      | 0      | 29     | 1      |
| 2016/17         | Almere City     | Nederland       | Eerste divisie  | 30         | 3          | 2     | 0     | 0              | 0              | 1      | 0      | 33     | 3      |
| 2017/18         | Almere City     | Nederland       | Eerste divisie  | 12         | 0          | 1     | 0     | 0              | 0              | 1      | 0      | 14     | 0      |
| Carrière totaal | Carrière totaal | Carrière totaal | Carrière totaal | 187        | 26         | 13    | 1     | 2              | 0              | 3      | 0      | 205    | 27     |